# 猪花
猪花是指清朝末年至民國初年被贩卖到美国、南洋等地的女子。

## 历史
“花”在广东话里常用來借指女子。与“猪仔”（被贩卖的男子）一样，她们都是在清朝末年的奴隶贸易里的受害者，除了是賣給豬仔為妻外，主要被卖到妓院当妓女，其社会地位低贱、生活状况悲惨。
明朝中晚期开始实行“海禁”政策，严令禁止国人出海，包括女子。1614年，明朝政府禁止洋人商人收买明朝女子，否则按照明朝政府法律处理。清兵入关之后，沿袭明朝政府的政策，继续“海禁”。
1840年，大英帝国和清朝政府展开了“鸦片战争”，从此打开清政府国门，大批的猪仔被卖到美洲当华工，一些洋人开始做起贩卖猪花的生意。洋人教唆猪仔携带猪花一起出洋，之后，慢慢演变成掳掠和拐卖，其主要策略是：绑架或引诱手段强卖、拐骗；自愿卖身。拐卖的典型案例有：1853年，英属香港的猪花价格是40大洋，女子的年龄是10到15岁，“协义堂”1852年开始拐卖女子到美国加利福尼亚州旧金山，每人50大洋，在美国交货的时候每人1000大洋，从1852年到1873年，协义堂一共卖出清朝女子6000人。自愿性质的例子有：1854年，妓女“阿彩”从美国加利福尼亚州旧金山赚钱回到英属香港，她哄骗了一些女子随她去美国加利福尼亚州旧金山卖淫，自己当了妓院的老板娘。
1870年，美国一共有华人三万到四万人，女子2000人，除了100多是华工的亲属之外，其他都是猪花。
由于猪花和猪仔的这段血泪史并不光彩，所以中华民国和中华人民共和国一直未做相关研究，反而日本学者“可儿弘明”写了《“猪花”——被贩卖海外的妇女》一书来记载这批人的血与泪。

## 生存状态
猪花在卖入他国异乡的途中，饱受虐待，生存条件艰辛，如1854年，大英帝国“英格伍德号”从宁波买了一批猪花运送到葡属澳门，船上装载了47名女子，最大的都只有8岁，为了防止臭味从船舱透出来，他们把缝隙堵住，女孩子们身上最后长了疥疮、脓疮、跳蚤，这样一路折腾才到葡属澳门。